# 第一七一海軍航空隊
第一七一海軍航空隊（だい171かいぐんこうくうたい）は、日本海軍の部隊の一つ。南西諸島防衛の主力偵察機隊として、太平洋戦争終盤に最前線で哨戒・偵察・対艦攻撃に従事した。

## 沿革
昭和20年4月より沖縄の地上戦が始まり、陸海軍は天号作戦および菊水作戦に基づく航空特攻作戦を展開した。戦果確認や敵の所在を把握するために葉航空偵察が不可欠だが、海軍の沖縄向け偵察隊は台湾の第一三二海軍航空隊を保有するのみで、本土からの直接偵察は、特攻隊に随伴する誘導陸上攻撃機や護衛戦闘機に頼る状態だった。これを改善すべく、三四三空に属していた偵察第4飛行隊と第七六二海軍航空隊に属していた偵察第11飛行隊を統合し、新たに一七一空を新設し、鹿屋飛行場に展開した。
- 昭和20年5月1日　鹿屋飛行場を原隊として開隊。第五航空艦隊直率。1個偵察隊24機・1個局地戦闘機隊12機。
- 昭和20年5月3日　4機で沖縄泊地にチャフ散布。翌日も3機で実施。
- 昭和20年5月5日　沖縄泊地の写真偵察を実施。
- 昭和20年5月6日　沖縄東方海上の艦船偵察を開始。
- 昭和20年5月9日　沖縄北飛行場・中飛行場の写真偵察を実施。
- 昭和20年5月11日　沖縄東方海上で航空母艦2隻を発見。以後、九州南方海上で索敵に従事。
- 昭和20年5月14日　薄暮攻撃のため宮古島に進出した紫電2機が奇襲のため全損。
- 昭和20年5月20日　空母2隻の増勢を報告。以後、沖縄方面の哨戒を継続。
- 昭和20年6月25日　中城湾の敵艦船の状況を報告。
- 昭和20年7月22日　連日の哨戒中に遭難し、奄美大島に救出された一七一空要員を飛行艇2機で本土へ送還。
- 昭和20年8月15日　最後の偵察。
- 終戦後解隊

6月中も偵察出撃に向かっているが、菊水作戦も下火になっており、敵情報告に終始している。「戦史叢書」には偵察隊の行動は記述されているが、局地戦闘機隊に関する記述は極めて少ない。

## 主力機種
- 彩雲
- 紫電

## 歴代司令
- 木暮寛（昭和20年5月1日-終戦後解隊）